# Prądy telluryczne
Prądy telluryczne, prądy ziemne – prądy indukcyjne występujące w przewodzących warstwach skorupy ziemskiej. Powstają na skutek zmian ziemskiego pola magnetycznego, np. burz magnetycznych.